# Rotra Vente
Rotra Vente – спеціалізоване судно типу RoRo, створене на замовлення компанії Siemens для перевезення компонентів офшорних вітрових електростанцій.
Замовлення на спорудження Rotra Vente виконали нідерландські верфі Shipyard de Schroef у Сас-ван-Гент та Holland Shipyard у Хардінксвелд-Гіссендам. Основою для судна став корпус звичайного контейнеровоза, який обладнали у носовій частині рампою, що дозволяє вантажити компоненти вітрових турбін. Для захисту вантажу від солоної води його прикриває телескопічна криша, яка у складеному стані дозволяє здійснювати вантажно-розвантажувальні операції традиційним крановим методом. За один раз Rotra Vente може перевозити вісім гондол для турбін типу Siemens D7, або у випадку необхідності дев’ять секцій башт чи 3-4 комплекти лопатей.
Судно, передане замовнику у грудні 2016, передбачається використовувати для транспортування компонентів із берегових баз у Куксгафен (Німеччина) та Галл (Велика Британія).